# Isidore Mankofsky
Isidore Mankofsky  (New York, 1931. szeptember 22. – 2021. március 11.) amerikai operatőr.

## Filmek
- 1979: Muppet-show
- 1980: A dzsesszénekes
- 1980: Valahol, valamikor
- 1985: Jobb, ha hulla vagy